# Lane County, Oregon
Lane County är ett administrativt område i delstaten Oregon, USA. År 2010 hade countyt  351 715 invånare. Den administrativa huvudorten (county seat) är Eugene.

## Geografi
Enligt United States Census Bureau har countyt en total area på 12 230 km². 11 795 km² av den arean är land och 435 km² är vatten.

### Angränsande countyn
- Lincoln County - nordväst
- Benton County - nord
- Linn County - nordöst
- Douglas County - syd
- Deschutes County - öst
- Klamath County - sydöst

### Orter
- Coburg
- Cottage Grove
- Creswell
- Dunes City
- Eugene (huvudort)
- Florence
- Junction City
- Lowell
- Oakridge
- Springfield
- Veneta
- Westfir